# Xanthocanace ranula
Xanthocanace ranula är en tvåvingeart som först beskrevs av Friedrich Hermann Loew 1874.  Xanthocanace ranula ingår i släktet Xanthocanace och familjen Canacidae. Arten har ej påträffats i Sverige. Inga underarter finns listade i Catalogue of Life.